# Крейсер (клипер)
Крейсер — русский парусно-винтовой клипер (в системе классификации клипера относились ко 2 рангу военных судов), головной корабль четвёртой серии (типа «Крейсер»). Построен на верфи Нового Адмиралтейства под руководством корабельного инженера капитана М. К. Кишкина.

## История службы
- Весна 1876 — Перешёл в Кронштадт.
- 3 июня 1876 — Отправился в Средиземное море.
- 24 августа 1876 — На рейде Смирны присоединился к эскадре адмирала И. И. Бутакова.
- Октябрь 1876 — В составе второй американской экспедиции отправился к берегам Северо-Американских Соединённых Штатов.
- 4 февраля 1877 — Прибыл в Нью-Йорк, откуда перешёл в Филадельфию.
- 3 марта 1877 — Встал в док завода Крампа.
- 2 февраля 1878 — Стационерная служба в Сан-Франциско.
- 11 июля 1878 — Отправился к Гавайским островам.
- 27 августа 1878 — Встал на рейде Иокогамы, присоединившись к отряду судов Тихого океана под командованием контр-адмирала барона О. Р. Штакельберга.
- 4 ноября 1878 — Вместе с корветом «Баян» вышел в Нагасаки
- 5 декабря 1878 — Вышел в Шанхай, но по пути получил приказ следовать в Гонконг.
- 20 декабря 1878 — Прибыл в Гонконг, где встал на ремонт.
- 10-11 января 1879 — Под флагом контр-адмирала Штакельберга ходил на рекогносцировку в Макао.
- 29 января 1879 — Под флагом контр-адмирала направился из Гонконга в Манилу.
- 11 марта 1879 — Вышел из Манилы в Нагасаки.
- Апрель 1879 — Первым из иностранных судов посетил внутреннее море Японии.
- 24 апреля 1879 — Прибыл в Кобэ, откуда направился в Иокогаму.
- Июль 1879 — С комиссией генерал-майора Н. М. Тихменева на борту совершил обход Уссурийского залива, залива Посьета и Новгородской бухты и вернулся в Иокогаму.
- Сентябрь 1879 — Прошёл докование (замена обшивки днища, очистка корпуса, покраска трапов и шлюпок).
- 6 марта 1880 — Направился в Россию.
- 10 мая 1880 — По прибытии в Александрию получил приказ возвращаться на Дальний Восток на соединение с эскадрой под командованием вице-адмирала С. С. Лесовского.
- 21 июля 1880 — Прибыл в Нагасаки, откуда перешёл во Владивосток.
- Сентябрь 1880 — Совершил плавание вдоль побережья с губернатором Приморского края контр-адмиралом Г. Ф. Эрдманом.
- Октябрь 1880 — март 1881 — С подменной командой встал на ремонт в Нагасаки.
- Весна 1881 — Направился в Россию
- Конец лета 1881 — Закончил первое кругосветное плавание в Кронштадте.
- 1884 — Ушел на Тихий океан.
- 31 мая 1885 — Прибыл во Владивосток.
- Гидрографические работы у берегов Кореи.
- 1886 — обследован залив в Японском море (полуостров Корея); залив позже был назван заливом Плаксина в честь капитана 2 ранга Арсения Петровича Плаксина, в настоящее время данный залив также носит название Иммёнхэ.
- 1886 — Гидрографические работы и сторожевая служба у побережья Анадырского залива.
- 26 августа 1886 — Исследовал бухту Угольная.
- 1887 — Вернулся в Кронштадт. В начале июля, император Александр III совершил на клипере «Крейсер» переход из Бьёркезунд в Кронштадт и «найдя его в совершенном боевом порядке и желаемой исправности по всем частям» объявил командиру клипера капитану 1-го ранга А. А. Остолопову Монаршее благоволение и пожаловал нижним чинам: унтер-офицерам по пяти рублей и рядовым по три рубля.[1].
- Сентябрь 1888 — Отправился в Атлантический океан.
- Декабрь 1888 — Стал на якорь в Рио-де-Жанейро, где получил благодарность местных властей за участие в тушении пожара в городе.
- 1 января 1890 — Вышел из Рио к Магелланову проливу.
- 15 февраля 1890 — Прибыл в Вальпараисо, откуда перешёл в Сан-Франциско.
- 14 июня 1890 — Во Владивостоке вошёл в состав эскадры Тихого океана под командованием контр-адмирала В. П. Шмидта.
- 17 ноября 1890 — Ушёл в Кронштадт.
- 30 сентября 1893 — Ушел в четвертую кругосветку.[2].
- январь 1894 — Стоянка в Кейптауне.
- 22 марта — 8 апреля 1894 — плавание в Австралию, Мельбурн, с разведывательной целью — найти места для стоянок, баз и места загрузки углем.[3].
- 16 июня 1894 — Прибыл во Владивосток.
- август 1894 — Прибыл в Императорскую гавань, где встал на месте затопления фрегата «Паллада» в 1856 году. Водолазы с клипера обследовали корпус старого корабля.
- февраль-май 1895 — в составе усиленной Тихоокеанской эскадры, под руководством контр-адмирала Е. И. Алексеева принимает участие в «Стоянии в Чифу».[4].
- апрель 1897 — После зимовки и ремонта в Нагасаки прибыл во Владивосток.
- конец 1898 — Уходит в Крондштадт. По пути младший штурман «Крейсера» А. В. Колчак проводит наблюдения над поверхностными температурами и удельными весами морской воды.
- апрель 1899 — Бросает якорь в Ревеле.
- август 1901 по май 1902 — Совершает плавание по маршруту Кронштадт — Канарские острова — острова Зелёного Мыса — Азорские острова — Кронштадт для практики строевых унтер-офицеров.
- 16 мая 1902 — Участвует в праздновании 200-летия основания Санкт-Петербурга.
- август 1903 — 6 марта 1904 — Совершает новый учебный поход в Атлантику.
- 11 марта 1906 — Приказом № 52 «Крейсер» официально переводится в ранг учебных судов.
- 27 октября 1909 — Корабль переводится в разряд транспортов и переименовывается в «Волхов».
- 9 декабря 1910 — «Волхов» был исключен из списков флота «за негодностью к дальнейшей службе».
- 1910 — Поставлен на брандвахту в порту Императора Александра III.
- 11 октября 1911 — исключен из списков флота и переоборудован в блокшива[5].
- 1915 — Переоборудован в плавказарму № 1. Переведён из Либавы в Кронштадт.
- Октябрь 1917 — переименован в «Новорусский». Поставлен на брандвахту в Кронштадте.
- Май 1918 — Передан в порт на хранение «за ветхостью».
- 5 декабря 1924 — Корабль передан Центральной фондовой комиссии для разборки.
- 21 ноября 1925 — Корабль исключен из списков флота.

## Командный состав

### Командиры
- 01.01.1874—??.??.1875 капитан-лейтенант Леонид Михайлов
- 07.05.1875—??.??.1883 капитан-лейтенант К. Н. Назимов
- 21.02.1883—??.??.1888 капитан 2-го ранга А. А. Остолопов
- 22.08.1888[6]—30.08.1888 капитан 2-го ранга Макаров 2-й
- 30.08.1888[7]—??.??.1890 капитан 2-го ранга П. А. Безобразов
- 21.06.1890—06.08.1891 капитан 2-го ранга З. П. Рожественский
- 06.08.1891—??.??.1895 капитан 2-го ранга Н. И. Небогатов
- 01.01.1895—04.11.1895 капитан 2-го ранга П. К. Тимофеев
- 06.11.1895—??.??.1896 капитан 2-го ранга Н. А. Беклемишев
- ??.04.1897—??.??.1899 капитан 2-го ранга Г. Ф. Цывинский
- 02.08.1899—10.06.1902 капитан 2-го ранга Ю. К. Волчаский
- 10.06.1902—??.??.1904 капитан 2-го ранга А. Г. фон Витте
- 10.05.1904—02.01.1906 капитан 2-го ранга Г. П. Беляев
- 17.05.1906—??.??.1907 капитан 2-го ранга С. Н. Ворожейкин
- 07.05.1907—??.??.1908 капитан 2-го ранга М. Ф. Шульц
- 14.01.1909—??.??.1908 капитан 2-го ранга В. В. Колюбакин

### Старшие офицеры
- с 11.03.1874[8] лейтенант П. Р. Бойль 5-й
- 03.05.1880—10.07.1882 капитан-лейтенант Н. Н. Ломен 1-й
- 01.01.1892—??.12.1894 лейтенант В. И. Бэр
- 06.12.1899—??.??.1900 капитан-лейтенант М. К. Истомин

### Другие должности
- 17.10.1881—21.09.1883 ревизор И. В. Коссович
- 21.09.1883—15.08.1883 ревизор В. А. Попов
- ??.??.1884—21.08.1887 вахтенный начальник лейтенант А. А. Гинтер[9]
- ??.??.1897—05.12.1898 вахтенный начальник мичман А. В. Колчак